# Thảm sát khu phố người Hoa ở Boston
Vụ thảm sát khu phố người Hoa ở Boston hay Vụ thảm sát trên phố Tyler là một vụ xả súng khiến 5 người thiệt mạng tại một sòng bài trái phép vào sáng sớm ngày 12 tháng 1 năm 1991. Mặc dù không có động cơ nào được xác định chính thức, các báo cáo ban đầu của cảnh sát và các cuộc điều tra sau đó của FBI cho thấy tổ chức xã hội đen Ping On và một trong những nạn nhân đang tranh giành quyền lực ở khu phố người Hoa ở Boston.
Cả ba nghi phạm đều là người Việt gốc Hoa sống ở Hoa Kỳ. Hai nghi phạm là Nam The Tham và Siny Van Tran bị bắt ở Trung Quốc và được dẫn độ về Mỹ vào năm 2001. Cả hai đã bị kết án tội giết người vào năm 2005 và đều đang phải chịu án tù chung thân. Trong khi đó, nghi phạm thứ ba, Phạm Tiến Hùng, tính đến năm 2021, vẫn đang lẩn trốn ngoài vòng pháp luật.

## Bối cảnh
Vụ thảm sát diễn ra tại một sòng bài trái phép quản lí bởi Yu Man Young (tiếng Trung: 翁宇文; Hán-Việt: Ông Vũ Văn, còn được biết đến là "Chou Pei Man") trong tầng hầm của tòa nhà ở số 85, phố Tyler, khu phố người Hoa, thành phố Boston. Đây là địa điểm mà những người Myanmar gốc Hoa thường hay lui tới. Họ chủ yếu làm bồi bàn tại các nhà hàng xung quanh và đánh bạc sau khi tan ca. Nơi đây thường xuyên đóng cửa, không cho người thường vào. Những ai muốn vào sẽ phải rung chuông. Sau đó, Young hoặc một người gác cửa sẽ xem khuôn mặt của họ trên màn hình video trước khi mở cửa.:4
Sòng bài ban đầu vốn được điều hành bởi băng đảng tội phạm Ping On (tiếng Trung: 平安; Hán-Việt: Bình An; Việt bính: ping4 on1) cho đến khi băng nhóm đó tạm thời giải tán vào năm 1989. Young, một cộng sự viên của thủ lĩnh Ping On, Stephen Tse, được cho rằng là đã tổ chức lại sòng bài chỉ hai tháng trước vụ thảm sát.

### Hung thủ
Cả ba nghi phạm đều là công dân Việt Nam, lớn lên ở Trung Quốc hoặc là người Hoa. Họ cũng đã từng làm việc cho Stephen Tse, thủ lĩnh của băng đảng Ping On, trước khi xảy ra vụ thảm sát.:59
Phạm Tiến Hùng (hay còn gọi là "Hung Sook") là một người Việt Nam gốc Hoa. Theo Công tố viên liên bang Mỹ Susan Hanson-Philbrick, Phạm là một ngôi sao đang nổi trong giới tội phạm có tổ chức gốc Á ở Mỹ vào cuối những năm 80 của thế kỷ 20. Phạm là một thành viên trung thành của Ping On trong suốt những năm 1980, và nắm giữ 200 thủ hạ trong tay.
Nam The Tham (hay còn gọi là "Johnny Cheung") sinh ra tại miền Bắc Việt Nam vào năm 1958. Cha của ông là một luật sư nổi tiếng, bị bắt vào năm 1978 rồi mất tích. Sau khi Tham được gửi đi học ở Trung Quốc, ông trở về Việt Nam, sau đó quay trở lại Trung Quốc, sang Hồng Kông, rồi đến San Francisco vào năm 1981.
Siny Van Tran (hay còn gọi là "Toothless Wah") sinh ra ở Việt Nam, lớn lên ở Trung Quốc, làm thủy thủ và đầu bếp.

### Động cơ phạm tội
Không có động cơ nào chính thức được công bố, tuy nhiên các báo cáo ban đầu của cảnh sát cho thấy nguyên nhân là do xung đột giữa các băng nhóm Trung Quốc và Việt Nam tranh giành quyền lực ở khu phố người Hoa sau sự tan rã của Ping On.
Stephen Tse di chuyển từ New York tới Boston vào những năm 1970 rồi gia nhập Hung Mun vào năm 1977. Năm 1982, Tse thành lập Ping On, một băng nhóm quyền lực sau này kiểm soát khu phố người Hoa ở Boston. Tuy nhiên, Tse đã bị bắt giam 16 tháng vào năm 1984 sau khi từ chối trả lời các câu hỏi về một buổi lễ thống nhất mà ông đã thực hiện với những người đứng đầu các Hội Tam Hoàng ở Hồng Kông.:90–91 Quyền lực của Ping On suy giảm khi ông vắng mặt, và năm 1986 Tse buộc phải hòa giải với Cao Xuan Dien, thủ lĩnh của các băng đảng người Việt ở Boston.
Tháng 12 năm 1988, Cuong Khanh "Dai Keung" Luu đòi 30.000 USD từ một thành viên băng đảng Ping On ở Boston để lấy thẻ xanh giả chưa được giao. Luu yêu cầu giao tiền tại nhà hàng Kung Fu, trụ sở của Ping On. Điều này khiến Tse tức giận, vì việc trả tiền cho đối thủ trong nhà hàng của chính mình sẽ khiến y mất thể diện.:51 Một nhân viên FBI đã làm chứng vào năm 2005 rằng Luu đang là tay chân của Peter Chong, thành viên của Tien Ha Wui (Thiên Hạ Hội), một băng nhóm ở San Francisco đang âm mưu thống nhất các băng nhóm tội phạm có tổ chức gốc Á tại Hoa Kỳ dưới một tổ chức duy nhất.:52
Stephen Tse ra lệnh ám sát Luu sau khi đàm phán thất bại. Cụ thể, Tse đã ra lệnh cho Phạm sử dụng vũ khí tự động để ám sát Luu. Khoảng 11 giờ đêm ngày 29 tháng 12 năm 1988, các thành viên băng đảng Ping On đã thực hiện một vụ ám sát bất thành đối với Luu và Chao Va Meng (một người cũng yêu cầu giao tiền Kung Fu) tại một bãi đậu xe trên phố Tyler.:51 Mặc dù hai sát thủ xả súng bắn Meng và Luu trong vòng 30 đến 60 giây, chúng không bắn trúng được ai. Tse trốn sang Hồng Kông sau khi bị bắt vì tội đánh bạc ở khu người Hoa vào ngày 2 tháng 1 năm 1989.
Khi Tse đang ở Hồng Kông, vào tháng 1 năm 1989, Luu bắt đầu tập hợp các thành viên băng đảng ở New York để trả đũa các thủ lĩnh Ping On ở Boston. Các thành viên cấp cao của Ping On đã biết về âm mưu này, và Tse đã an toàn trở về Mỹ vào tháng 5 năm 1989 và tháng 10 năm 1990 cùng với Pham.
Vụ ám sát bất thành năm 1988 cuối cùng khiến Tse phải ngồi tù: Tse bị chặn vào tháng 1 năm 1994 khi cố gắng vượt biên từ Hồng Kông sang Trung Quốc với 150.000 đô la; sau đó bị dẫn độ đến Hoa Kỳ và bị kết án vào năm 1996 vì tội cố ý giết người và âm mưu giết người.
Khi bị cảnh sát Boston thẩm vấn vào tháng 12 năm 2001, Tham khai rằng Phạm đã đưa cho anh ta một khẩu súng và chỉ đạo anh ta giết người quản lý sòng bài Yu Man Young. Sau đó anh ta nói với các thám tử rằng mục tiêu là cả Young và Luu. "Bac Guai" John Willis, người thân cận với Luu và có quan hệ với Ping On, tin rằng Luu là mục tiêu chính trong đêm đó.:54–55

## Diễn biến

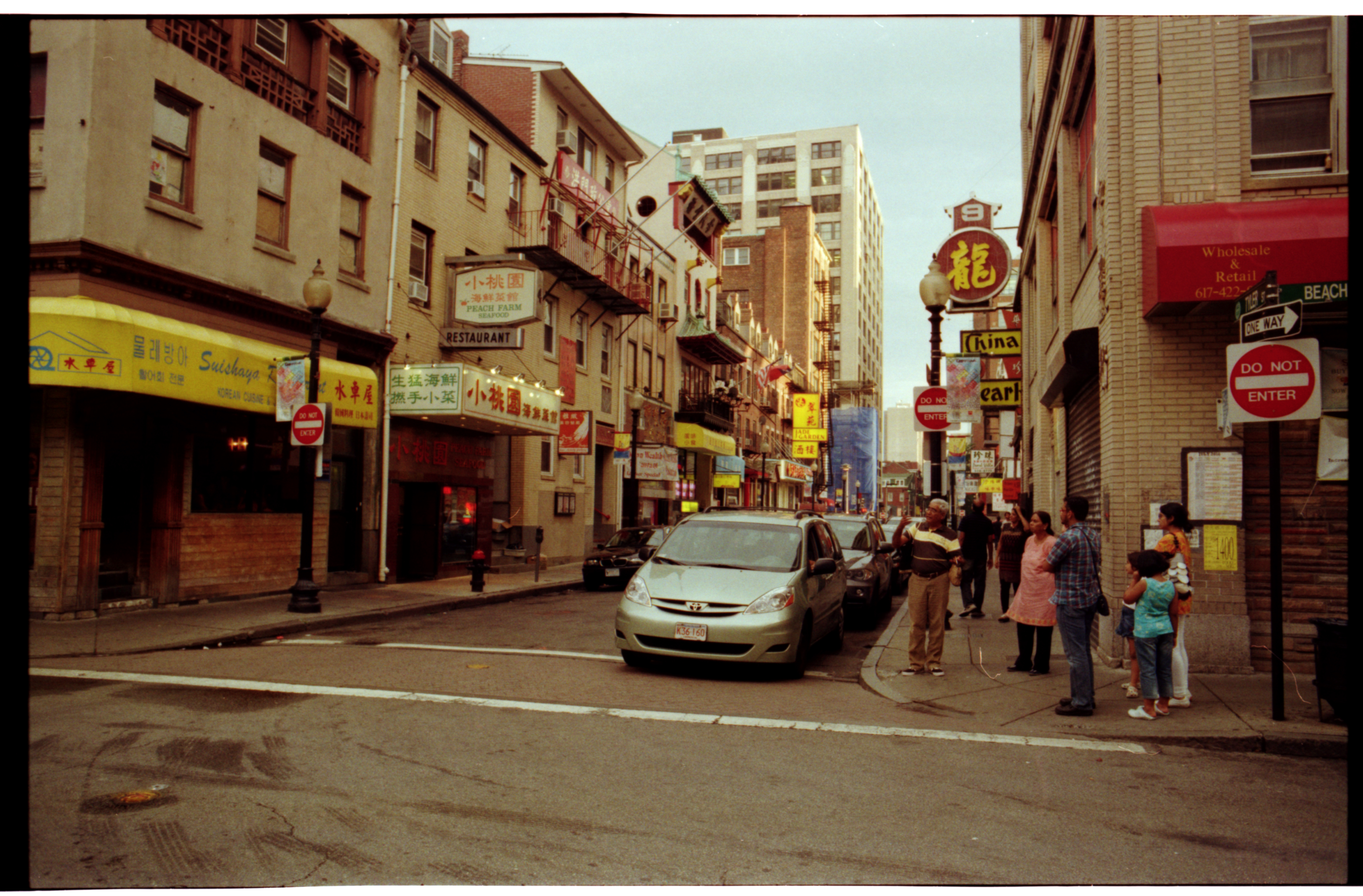
Phố Tyler cách sòng bài một dãy nhà vào năm 2010

Vào gần nửa đêm ngày 11-12 tháng 1 năm 1991, Young đến câu lạc bộ và được Chung Wah Son (hay còn gọi là "Four Eyed Guy") cho vào.:4–5 Theo lời khai của Young, Van Tran (hay còn gọi là "Lan Guai", không có quan hệ họ hàng với Siny Van Tran), "Tong Dung", "Ah B", Luu, và bạn của Luu là Man Cheung (hay còn gọi là "Ah Wen") có mặt tại thời điểm đó và đang đánh bài. Sau 2 giờ sáng, Pak Wing Lee đến và "Tong Dung" rời đi.  Siny Van Tran bước vào sòng bài lần đầu tiên lúc 2 giờ 30 phút sáng với David Quang Lam (hay còn gọi là "Dai San Wai" hoặc "Big Mouth Hao"), rồi rời đi một mình; Siny Van Tran và Lam đã uống rượu cùng nhau vào tối hôm đó.
Theo Young, Siny Van Tran sau đó đã quay trở lại với Tham và Phạm trước rạng sáng ngày 12 tháng 1. Ba người đàn ông tuyên bố ý định cướp sòng bạc và nổ súng. Son là nạn nhân đầu tiên bị bắn; Tham đã bắn anh ta sau khi cửa được mở.:5 Lee làm chứng rằng Tham là người đầu tiên bước vào, tiếp theo là Siny Van Tran và sau đó là Phạm.:8 Họ ra lệnh cho những khách quan khác đặt tay sau đầu; Luu và Truong quỳ trên sàn, Van Tran gục đầu xuống bàn, "Ah B" trốn dưới gầm bàn, còn Lam thì đứng sau bàn.:5 Theo lời khai của Young, tất cả các nạn nhân sau đó đều bị bắn vào đầu, Siny Van Tran bắn Cheung, Phạm bắn Luu, và ba người đàn ông khác (Van Tran, Lam và Lee) bị bắn trong năm đến sáu phút sau.:6 Phạm vi đủ gần để dư lượng thuốc súng sau đó được tìm thấy trên quần áo của nạn nhân.
Sau khi quay về Boston vào năm 2001, Siny Van Tran khai với cảnh sát địa phương rằng lần xuất hiện ngắn ngủi ban đầu của anh ta trong ổ cờ bạc là "một vụ mua cocaine không thành công".  Anh ta cũng khai rằng anh ta không có súng và anh ta không bắn bất kỳ nạn nhân nào, bằng chứng là đều không có dấu vân tay của anh ta trên hai khẩu súng tìm thấy ở hiện trường. Ngược lại, Tham cho rằng Siny Van Tran và Phạm là người nổ súng: "Cảnh tương đó rất dã man. Tôi đã thấy họ bắn. Tôi thậm chí không thể đứng vững.":57 Trong lời khai của Tham vào tháng 12 năm 2001, anh ta khai rằng anh ta đã chĩa súng vào người quản lý Young và bảo anh ta rời đi trong khi Siny Van Tran và Phạm bắn sáu người đàn ông khác; Siny Van Tran tuyên bố anh ta là người bảo Young chạy.:57 Young làm chứng rằng những kẻ giết người đã hết đạn trước khi chúng có thể bắn anh ta hoặc "Ah B",:6 trong khi Lee nói rằng anh ta nghe thấy Young cầu xin tha mạng và "Ah B" thề rằng anh ta sẽ "làm trâu làm ngựa cho [Hung Sook].":9
Young, "Ah B", và ba người khác chạy trốn theo các hướng khác nhau sau khi Lee bị bắn. Năm nạn nhân thiệt mạng là: Cheung, Lam, Luu, Son và Van Tran. Hai nhân viên bảo vệ đang trực tại phòng cấp cứu của Trung tâm Y tế New England (NEMC) gần đó trên phố Harrison có thể đã nghe thấy tiếng súng. Một người cho rằng đó là âm thanh do tuyết đi qua nắp cống, trong khi người còn lại không nghe thấy bất kỳ âm thanh nào.:10 Người bảo vệ sau đó đã làm chứng rằng những âm thanh đã xảy ra vào khoảng 3 giờ 30 phút sáng.:4
Sau khi thức dậy vào khoảng 4 giờ sáng, nạn nhân vụ nổ súng thứ sáu, Lee, bò ra khỏi vụ thảm sát, lách mình qua cửa sau vào một bãi đậu xe, và hét lên để cầu cứu; một cặp vợ chồng đi ngang qua nhận thấy anh ta đang chảy máu và báo cho một trong hai nhân viên bảo vệ tại phòng cấp cứu của NEMC. Người bảo vệ đã báo cho cảnh sát và gọi xe cấp cứu, đưa Lee đến bệnh viện. Anh ở trong đó khoảng một tuần để hồi phục.:9–10 Lee đã sống sót vì viên đạn xuyên vào hộp sọ nhưng bắn trượt não, và sau đó anh trở thành nhân chứng quan trọng trong cuộc điều tra. Sau khi cảnh sát vào hiện trường khoảng 4 giờ 15 phút sáng, họ tìm thấy một trong những nạn nhân bị xả súng bên trong vẫn còn thở; anh ta đã được đưa đến bệnh viện, nhưng đã chết sau đó.:11

## Kết quả

### Bỏ trốn
Ba thủ phạm, Phạm, Tham và Tran, lái xe đến thành phố Atlantic để đánh bạc trong vài ngày trước khi trốn đến Hồng Kông trên chuyến bay của United Airlines từ sân bay quốc tế Philadelphia, quá cảnh qua sân bay quốc tế Narita - Tokyo ba tuần sau vụ thảm sát.:14–15:57–58

### Cuộc điều tra
Hai ngày sau vụ nổ súng, Lee đã trình báo hung thủ cho cảnh sát. Phạm, Tham, and Tran được đưa vào danh sách truy nã của Sở Cảnh sát Boston.
Hai trong số những khẩu súng được sử dụng đã bị vứt bỏ tại sòng bài sau khi vụ xả súng kết thúc. Từ những mảnh đạn được lấy ra từ các nạn nhân, cảnh sát kết luận rằng một vũ khí thứ ba cũng đã có thể được sử dụng.:9 Không có dấu vân tay nào được tìm thấy tại hiện trường.:13
Vì vụ nổ súng đã xảy ra trong sòng bài của anh ta, cảnh sát đã đến thẩm tra Young trong ngày 12 tháng 1. Sợ hãi cho tính mạng của mình, Young phủ nhận việc có mặt vào đêm hôm đó và nói rằng anh đã để lại cho "Four Eyes" Son phụ trách. Young đã ngừng các hoạt động của câu lạc bộ và trốn đến Puerto Rico trong ba tháng.:6–7

### Bắt giữ và dẫn độ
Năm 1998, Cục Điều tra Liên bang (FBI) thông báo cho các nhà chức trách Trung Quốc rằng họ tin rằng các nghi phạm đang ở Trung Quốc. Cuối năm đó, Tran và Tham lần lượt bị bắt ở Trung Quốc vì ma túy và các tội danh chưa được tiết lộ. Một bồi thẩm đoàn đã kết tội "Toothless Wah" Tran và "Ah Cheung" Tham vì vai trò của họ trong vụ thảm sát vào ngày 29 tháng 6 năm 1999.:2 Sau các cuộc đàm phán ngoại giao giữa Washington và Bắc Kinh, các nhà chức trách Trung Quốc đồng ý dẫn độ hai người đàn ông này để đổi lấy Qin Hong, một kẻ trốn truy nã ở Trung Quốc vì tội lừa đảo hàng triệu đô la, bị FBI bắt tại New York vào tháng 4 năm 2001.:58  Vì Trung Quốc và Hoa Kỳ không có thỏa thuận dẫn độ, hai người đàn ông đã bị dẫn độ đến Boston qua Hồng Kông thông qua thỏa thuận dẫn độ Hồng Kông-Hoa Kỳ. Hong được đưa đến Trung Quốc qua Panama trước, sau đó Tham và Tran bị trục xuất về Hong Kong vào ngày 19 tháng 10 năm 2001 và sau đó bị dẫn độ sang Hoa Kỳ vào tháng 12 năm 2001.:58
Sau khi họ đến Boston vào ngày 22 tháng 12, Tran từ bỏ quyền Miranda của mình và cung cấp một tuyên bố được ghi âm về các sự kiện của ngày 12 tháng 1 năm 1991.:15–16

### Phiên tòa và kết án
Phiên tòa xét xử Tham và Tran bắt đầu vào ngày 13 tháng 9 năm 2005. Vào ngày 5 tháng 10, mỗi người bị kết án năm tội danh giết người cấp độ một và một tội danh tấn công vũ trang với ý định giết người,:3  chịu năm án chung thân, cùng với khoảng 20 năm tù vì tội hành hung với ý định giết người, và 5 năm vì tàng trữ súng.:3
Vào tháng 1 năm 2011, Tham và Tran đã kháng cáo bản án của họ tại Tòa án Tư pháp Tối cao Massachusetts trên cơ sở công tố gây áp lực lên bồi thẩm đoàn và việc sử dụng hồ sơ chuyến bay của các hãng hàng không chưa được chứng thực. Vào ngày 14 tháng 9 năm 2011, Tòa án Tư pháp Tối cao đã bác bỏ các kháng cáo và giữ nguyên bản án. Trong phán quyết kháng cáo vào tháng 9 năm 2011, luật sư của Tran nhận xét rằng anh vẫn có thể đấu tranh với bản án của mình tại tòa án liên bang.
Vào tháng 1 năm 2017, Tham và Tran đã đệ đơn kháng cáo lên Tòa phúc thẩm khu vực liên bang và bị bác đơn. Trong khi đó, đến nay Phạm Tiến Hùng vẫn chưa được tìm thấy mặc dù bị FBI truy lùng toàn cầu. Lần cuối cùng, nghi phạm này được trông thấy là vào cuối những năm 1990 tại Bangkok, Thái Lan. FBI hứa thưởng 30.000 USD cho người cung cấp thông tin để bắt Phạm Tiến Hùng.

### Phản ứng
Paul F. Evans, Ủy viên Cảnh sát Boston, người đã điều tra hiện trường tại thời điểm xảy ra vụ án, đã gọi đây là "một trong những tội ác bạo lực nhất mà tôi từng chứng kiến trong 30 năm làm việc".
Để trả thù cho cái chết của "Dai Keung" Luu, các thành viên của Wo Hop To có trụ sở tại San Francisco đã bay đến Boston theo lệnh của Peter Chong để giết Tan Ngo (hay còn gọi là Bai Ming hay "Bike Ming"), người được cho là thủ lĩnh của Ping On khi Tse vắng mặt.

## Trích dẫn
1. ↑  "Boston Chinatown Massacre: FBI continues hunt for 'cold-blooded killer' after 30 years". Nine News. Truy cập ngày 1 tháng 6 năm 2021.
2. ↑  "'Cold-Blooded Killer': Reward Offered For Capture Of Hung Tien Pham, Wanted In 1991 Chinatown Murders". CBS. ngày 12 tháng 1 năm 2021. Truy cập ngày 1 tháng 6 năm 2021.
3. 1 2 3 4 5 6 7  Watkins, David (ngày 7 tháng 10 năm 2005). "Two guilty of 1991 gang killings in Boston Chinatown". South China Morning Post. Truy cập ngày 30 tháng 1 năm 2020.
4. 1 2  "After 20 Years, a Violent Chapter in Boston History is Closed". Suffolk County District Attorney's Office. ngày 14 tháng 9 năm 2011. Bản gốc lưu trữ ngày 20 tháng 5 năm 2021. Truy cập ngày 30 tháng 1 năm 2020.
5. 1 2  Butterfield, Fox (ngày 15 tháng 1 năm 1991). "Killing of 5 in Boston's Chinatown Raises Fears of Asian Gang Wars". The New York Times. Truy cập ngày 30 tháng 1 năm 2020. The killing of five men in a Chinatown social club on Saturday has raised fears that new and more violent Asian gangs are struggling for control in Boston... Neighborhood residents said the social club was frequented by ethnic Chinese from Myanmar, many of whom worked as waiters in nearby restaurants and stopped off to play cards after work.... Mr. Saia said that 'there has been no real organization of the criminal element in the Chinatown section of Boston' since the mid- to late-1980's, when the leader of the Ping On, the once-dominant gang here, fled to Hong Kong and his second in command was slain in his suburban restaurant. With the breakup of the Ping On, which had a base in the traditional Chinese underworld of the triads and tongs, or secret societies and mutual aid groups, a new generation of smaller, less formally organized but more violent gangs have emerged, a law-enforcement officer familiar with Asian gangs here said.
6. 1 2 3 4  Commonwealth vs. Siny Van Tran, 460 Mass 535 (Superior Court, Suffolk County 2011).
7. 1 2 3 4 5 6 7 8 9 10 11 12 13 14 15 16 17 18  McGowan, David D. (2011). SJC-10425 04 Appellee Commonwealth Brief (PDF) (Báo cáo). Commonwealth of Massachusetts, Suffolk County District Attorney. Truy cập ngày 5 tháng 4 năm 2020.
8. 1 2 3  Report on Asian Organized Crime (PDF) (Báo cáo). The Criminal Division, U.S. Department of Justice. tháng 2 năm 1988. tr. 38–40. Truy cập ngày 7 tháng 4 năm 2020.
9. ↑  Butterfield, Fox (ngày 7 tháng 2 năm 1992). "Gangs Terrorize Asians Near Boston". The New York Times. Truy cập ngày 7 tháng 4 năm 2020.
10. ↑  "Five slain in Chinatown social club". UPI Archives. ngày 14 tháng 1 năm 1991. Truy cập ngày 7 tháng 4 năm 2020.
11. 1 2 3 4 5 6 7 8 9 10 11 12 13 14 15 16 17 18 19 20 21 22 23  Berdik, Chris (ngày 15 tháng 5 năm 2006). "In the Shadow of the Dragon". Boston Magazine. Bản gốc lưu trữ ngày 6 tháng 9 năm 2017. Truy cập ngày 30 tháng 1 năm 2020.
12. 1 2 3 4 5 6 7 8 9 10  "SJC to hear appeal of two convicted in Chinatown massacre". Boston.com. Associated Press. ngày 24 tháng 1 năm 2011. Truy cập ngày 30 tháng 1 năm 2020.
13. 1 2 3 4 5 6 7  "Most Wanted fugitives in custody in Boston". The Portsmouth Herald. Associated Press. ngày 16 tháng 12 năm 2010 [2001]. Truy cập ngày 30 tháng 1 năm 2020.
14. 1 2 3 4 5 6 7 8 9 10  Halloran, Bob (2016). "Three". White Devil: The True Story of the First White Asian Crime Boss. Dallas, Texas: BenBella Books, Inc. tr. 49–60. ISBN 978-1-940363-89-9.
15. 1 2  "With gang chief away, race on". South Coast Today. The Associated Press. ngày 29 tháng 7 năm 1996. Truy cập ngày 6 tháng 4 năm 2020.
16. ↑  The Boston Mob Guide: Hit Men, Hoodlums & Hideouts. Charleston, South Carolina: The History Press. 2011. tr. 123. ISBN 978-1-61423-304-6. Truy cập ngày 6 tháng 4 năm 2020. {{Chú thích sách}}: Đã bỏ qua tham số không rõ |authors= (trợ giúp)
17. ↑  Butterfield, Fox (ngày 13 tháng 1 năm 1985). "Chinese Organized Crime Said To Rise In U.S.". The New York Times. Truy cập ngày 6 tháng 4 năm 2020.
18. ↑  President's Commission on Organized Crime (tháng 4 năm 1986). "Chinese Organized Crime: Triads In The U.S.". The Impact: Organized Crime Today, a report to the President and the Attorney General (Báo cáo). United States Government Printing Office. tr. 81–94. Truy cập ngày 6 tháng 4 năm 2020.
19. ↑  In Re Stephen Tse, Appellant, 748 F.2d 722 (1st Cir. 1984).
20. 1 2  United States v. Stephen Tse, 135 F.3d 200 (1st Cir. 1998).
21. ↑  "Reputed Gang Leader Is Slain in Arlington". Sampan. Quyển XVII số 20. ngày 16 tháng 8 năm 1989. Truy cập ngày 9 tháng 4 năm 2020.
22. ↑  "Arrest in Hong Kong leaves Sky Dragon grounded in Boston". The Boston Globe. ngày 7 tháng 1 năm 1994. Truy cập ngày 9 tháng 4 năm 2020.
23. ↑  Hughes, Mark (ngày 7 tháng 1 năm 1994). "Suspected dragonhead in custody". South China Morning Post. Bản gốc lưu trữ ngày 1 tháng 7 năm 2016. Truy cập ngày 6 tháng 4 năm 2020.
24. 1 2  Pumphrey, Janet Hetherwick (tháng 5 năm 2010). SJC-10425 02 Siny Van Tran: Defendant/Appellant's Brief and Record Appendix (PDF) (Báo cáo). Commonwealth of Massachusetts, Suffolk County District Attorney. Truy cập ngày 5 tháng 4 năm 2020.
25. 1 2 3  Andersen, Travis (ngày 15 tháng 9 năm 2011). "Court upholds Chinatown convictions". Boston Globe. Truy cập ngày 30 tháng 1 năm 2020.
26. 1 2 3  Times Wire Reports (ngày 6 tháng 10 năm 2005). "Two Sentenced to Life for Five Boston Slayings". Los Angeles Times. Truy cập ngày 30 tháng 1 năm 2020.
27. 1 2  Bloom, Matthew (2008). "A Comparative Analysis of the United States's Response to Extradition Requests from China". The Yale Journal of International Law. Quyển 33. tr. 201. The case of Qin Hong is one example of the United States returning a Chinese national to China indirectly. Qin allegedly cheated Shanghai investors out of hundreds of millions of dollars. Chinese authorities had supplied documentary evidence demonstrating that Qin had entered the United States years earlier using a false identity, which made him subject to arrest and deportation under U.S. immigration laws. However, because Qin had been carrying a Panamanian passport at the time of arrest, a U.S. immigration judge removed him to Panama. Then, according to senior officials, the United States informally urged Panama to send Qin back to China, which a Panamanian court did.
28. ↑  "2 get life in prison for '91 murders". Boston.com. ngày 6 tháng 10 năm 2005. Truy cập ngày 30 tháng 1 năm 2020.
29. ↑  "SINY VAN TRAN v. GARY RODEN, NAM THE THAM v. LISA A. MITCHELL" (PDF). United States Court of Appeals for the First Circuit. ngày 30 tháng 1 năm 2017. Truy cập ngày 30 tháng 1 năm 2020.
30. ↑  "Report of the Attorney General for Fiscal Year 2017" (PDF). Office of the Massachusetts Attorney General. Truy cập ngày 30 tháng 1 năm 2020. The U.S. Court of Appeals for the First Circuit affirmed the denial of habeas corpus relief to several other prisoners whose challenges to criminal convictions were opposed by the Division. These included... Siny Van Tran and Nam The Tham
31. 1 2  "Boston Chinatown Massacre $30,000 Reward for Fugitive on Anniversary of 1991 Quintuple Murders". FBI. ngày 12 tháng 1 năm 2021.
32. ↑  Kushner, David (ngày 18 tháng 2 năm 2015). "White Devil Kingpin: How John Willis Became a Chinatown Overlord". Rolling Stone. Truy cập ngày 8 tháng 4 năm 2020.